# Gherardo Gambelli
Gherardo Gambelli (Viareggio, 23 giugno 1969) è un arcivescovo cattolico italiano, dal 18 aprile 2024 arcivescovo metropolita di Firenze.

## Biografia
È nato a Viareggio, in provincia e arcidiocesi di Lucca, il 23 giugno 1969, figlio secondogenito di Gianfranco e Enrica Lippi. Seppure cresciuto in Valdelsa, fra Castelfiorentino e Certaldo, in provincia e arcidiocesi di Firenze la madre ha scelto di farlo venire alla luce in Versilia perché qui la famiglia ha tuttora una casa dove in estate trascorre le proprie vacanze e qui lavorava il suo ginecologo.

### Formazione e ministero sacerdotale
Dopo aver conseguito la maturità linguistica, ha compiuto gli studi in preparazione al sacerdozio presso il seminario maggiore arcivescovile di Firenze.
Il 2 giugno 1996 è stato ordinato presbitero, per l'arcidiocesi di Firenze, dal cardinale Silvano Piovanelli.
Dopo l'ordinazione ha svolto l'incarico di vicario parrocchiale della chiesa di Santo Stefano in Pane, nel quartiere fiorentino di Rifredi, fino al 2007. Ha continuato poi i suoi studi, ottenendo nel 2000 la licenza in teologia biblica alla Pontificia Università Gregoriana di Roma e il dottorato presso la Facoltà teologica dell'Italia centrale, nel 2007. Dal 2000 al 2006 è stato amministratore parrocchiale di Sant'Andrea a Cercina, mentre dal 2007 al 2011 è stato parroco in solido moderatore dell'Immacolata e San Martino a Montughi.
Nel 2011 è stato inviato come missionario fidei donum in Ciad, dove già era stato dal 2001 al 2006 come professore invitato presso il seminario maggiore di N'Djamena. Ha ricoperto dapprima l'incarico di parroco della parrocchia di Santa Giuseppina Bakhita a N'Djamena; nell'omonima arcidiocesi è stato responsabile della pastorale vocazionale, di nuovo professore nel seminario nazionale, cappellano del carcere di N'Djamena e membro del collegio dei consultori. Nel 2018 si è trasferito nel vicariato apostolico di Mongo, dove ha svolto i ruoli di parroco della cattedrale di Mongo, responsabile della pastorale giovanile e cappellano del carcere; dal 2019 al 2022 è stato anche vicario generale del vicariato apostolico.
Rientrato in Italia nel 2023, ha ricevuto la nomina a parroco della chiesa della Madonna della Tosse a Firenze, a cappellano del carcere di Sollicciano e a vicedirettore spirituale del seminario maggiore arcivescovile di Firenze.

### Ministero episcopale
Il 18 aprile 2024 papa Francesco lo ha nominato arcivescovo metropolita di Firenze; è succeduto al cardinale Giuseppe Betori, ritiratosi per raggiunti limiti di età. Ha ricevuto l'ordinazione episcopale il 24 giugno seguente, nella cattedrale di Santa Maria del Fiore, dal cardinale Giuseppe Betori, suo predecessore, co-consacranti il cardinale Gualtiero Bassetti, arcivescovo emerito di Perugia-Città della Pieve, Giovanni Roncari, vescovo di Pitigliano-Sovana-Orbetello e di Grosseto, Paolo Bizzeti, vicario apostolico dell'Anatolia, e Dominique Tinoudji, vescovo di Pala. Durante la stessa celebrazione ha preso possesso dell'arcidiocesi.
Il 29 giugno 2024, solennità dei Santi Pietro e Paolo, ha ricevuto da papa Francesco, nella basilica di San Pietro in Vaticano, il pallio, che gli è stato imposto dal nunzio apostolico Petar Rajič il 3 novembre seguente nella cattedrale di Santa Maria del Fiore.

## Genealogia episcopale
La genealogia episcopale è:
- Cardinale Scipione Rebiba
- Cardinale Giulio Antonio Santori
- Cardinale Girolamo Bernerio, O.P.
- Arcivescovo Galeazzo Sanvitale
- Cardinale Ludovico Ludovisi
- Cardinale Luigi Caetani
- Cardinale Ulderico Carpegna
- Cardinale Paluzzo Paluzzi Altieri degli Albertoni
- Papa Benedetto XIII
- Papa Benedetto XIV
- Papa Clemente XIII
- Cardinale Bernardino Giraud
- Cardinale Alessandro Mattei
- Cardinale Pietro Francesco Galleffi
- Cardinale Giacomo Filippo Fransoni
- Cardinale Carlo Sacconi
- Cardinale Edward Henry Howard
- Cardinale Mariano Rampolla del Tindaro
- Cardinale Gennaro Granito Pignatelli di Belmonte
- Cardinale Pietro Boetto, S.I.
- Cardinale Giuseppe Siri
- Cardinale Giacomo Lercaro
- Vescovo Gilberto Baroni
- Cardinale Camillo Ruini
- Cardinale Giuseppe Betori
- Arcivescovo Gherardo Gambelli

## Opere
- Gherardo Gambelli, 'Guarderanno a me a causa di colui che hanno trafitto' (Zc 12,10). Gloria o tramonto della casa di Davide nel Secondo Zaccaria?, Siena, Cantagalli, 2009, ISBN 978-88-8272-452-8.